# Marc Gorsse
Pour les articles homonymes, voir Gorsse.
Marc Gorsse (né le 5 juin 1913 à Cordes et mort le 23 octobre 1995 à Nice) est un haut fonctionnaire et homme politique français.

## Biographie
Né le 5 juin 1913, Marc Gorsse étudie à l'École libre des sciences politiques.
Notamment préfet de l'Ariège (1968-1971) puis préfet de l'Allier (1971-1973), il est ensuite détaché auprès du gouvernement de Monaco comme conseiller de gouvernement pour l'Intérieur de 1973 à 1977.